# Alamat ng 7 kilabot
Alamat ng 7 kilabot (noto anche con il titolo Alamat ng pitong kilabot) è un film filippino del 1967 diretto da Armando A. Herrera.
Western interpretato, tra gli altri, da Fernando Poe Jr., Joseph Estrada, Jess Lapid, Bob Soler e Zaldy Zshornack, è ispirato al film statunitense I magnifici sette di John Sturges.

## Produzione
Il film, diretto da Armando A. Herrera su una sceneggiatura di Teodorico C. Santos e Fred Navarro, fu prodotto da Fernando Poe Jr. per la FPJ Productions.
La pellicola vide la partecipazione di un giovane Andy Poe, fratello minore di Fernando, ad inizio carriera.

## Distribuzione
Il film è stato distribuito nel circuito cinematografico filippino nel 1967.